# Ignazio Nasalli-Ratti
Ignazio Nasalli-Ratti (* 7. Oktober 1750 in Parma, Herzogtum Parma; † 2. Dezember 1831 in Rom, Kirchenstaat) war ein päpstlicher Diplomat und Kardinal der Römischen Kirche.

## Leben
Nasalli-Ratti wollte eigentlich Jesuit werden. Da der Orden aber 1773 aufgelöst wurde, wurde er am 24. September 1774 zum Diözesanpriester geweiht. 1800 wurde er zum Prälaten seiner Heiligkeit ernannt. Einige Jahre später begleitete er den Papst nach Paris, wo er als Apostolischer Subdiakon während der Krönungszeremonie Napoleons diente, die am 2. Dezember 1804 in der Kathedrale Notre-Dame stattfand. Papst Pius VII. ernannte ihn am 17. Dezember 1819 zum Titularerzbischof von Cyrrhus. Giulio Maria della Somaglia, Sekretär der Allgemeinen und Römischen Inquisition, weihte ihn am 19. Dezember 1819 zum Bischof. Mitkonsekratoren waren Candido Maria Frattini, Vicegerent des Bistums Rom, und Giovanni Francesco Falzacappa, Sekretär der Konzilskongregation. Am 21. Januar 1820 wurde er als Apostolischer Nuntius in die Schweiz gesandt. Papst Leo XII. kreierte ihn am 25. Juni 1827 zum Kardinal und berief ihn als Nuntius ab. Am 5. Juli erhielt er den Kardinalshut. Am 17. September 1827 wurde ihm die Titelkirche Sant’Agnese fuori le mura zugewiesen.
Nasalli-Ratti nahm am Konklave 1829, das Pius VIII. wählte, und am Konklave 1830–1831 teil, das Gregor XVI. wählte.